# 白水江镇
白水江镇，是中华人民共和国陕西省汉中市略阳县下辖的一个乡镇级行政单位。

## 行政区划
白水江镇下辖以下地区：
江镇社区、大沙坝村、小河村、甘溪沟村、封家坝村、麻柳塘村、权力村、梁家湾村、张家坪村、林家山村和铁佛寺村。